# لاتیوم

نقشهٔ لاتیوم در سدهٔ پنجم پیش از میلاد. در این نقشه، رودی که از روم می‌گذرد تیبر است که سرحدی میان لاتیوم (جنوب) و اتروریا (شمال) بود.

لاتیوم (به لاتین: Latium)منطقه‌ای است در میانهٔ غربی ایتالیا، جایی که شهر رم در آنجا ساخته شده‌است. لاتیوم در اصل سرزمینی مثلثی‌شکل با خاک حاصلخیز آتشفشانی بوده که لاتین‌ها در آنجا می‌زیستند. این منطقه در کرانهٔ جنوبی رود تیبر واقع‌است. در دورهٔ باستان و پیش از تشکیل تمدن روم، رود تیبر سرحد میان اتروریا (قلمرو اتروسکان) و لاتیوم شد، چنان‌که اتروریا در شمال تیبر و لاتیوم در جنوب آن جای داشت.
بر کرانهٔ شمالی رود تیبر شهر اتروسکی ویئی جای‌داشت که بعدها با چیرگی جمهوری روم بر آن و دیگر قبایل ایتالیایی مرزهای لاتیوم از سوی شمال شرقی تا کوهستان آپنینی گسترش‌یافت.
لاتیوم زمانی مادر روم بود، سپس دشمنش شد و دیگر بار انبار غله آن گشت و سرانجام برای آن عده از شارمندان رم که ثروت و ذوق را یکجا داشتند به صورت بهشتی از ویلاها درآمد.
ناحیهٔ کنونی لاتزیو در ایتالیا بازمانده از آن لاتیوم باستانی است.